# Oreksinski receptor 1
Oreksinski receptor tip 1 (ili hipokretinski receptor tip 1), je protein koji je kod ljudi kodiran  genom.

## Funkcija
je G-protein spregnuti receptor koji je izražen u hipotalamusu i učestvuje u regulaciji ishrane. OX1 selektivno vezuje neuropeptid oreksin-A. On je 64% identičan sa 2.

## Ligandi

### Agonisti
- Oreksin-A

### Antagonisti
- Almoreksant - neselektivni 1/2 antagonist
- - selektivni 1 antagonist
- - selektivni 1 antagonist
- - neselektivni 1/2 antagonist

## Literatura
1. 1 2  „Entrez Gene: HCRTR1 hypocretin (orexin) receptor 1”.

## Dodatna literatura
- Flier JS, Maratos-Flier E (1998). „Obesity and the hypothalamus: novel peptides for new pathways.”. Cell. 92 (4): 437—40. PMID 9491885. doi:10.1016/S0092-8674(00)80937-X.
- Willie JT, Chemelli RM, Sinton CM, Yanagisawa M (2001). „To eat or to sleep? Orexin in the regulation of feeding and wakefulness.”. Annu. Rev. Neurosci. 24: 429—58. PMID 11283317. doi:10.1146/annurev.neuro.24.1.429.
- Hungs M, Mignot E (2001). „Hypocretin/orexin, sleep and narcolepsy.”. Bioessays. 23 (5): 397—408. PMID 11340621. doi:10.1002/bies.1058.
- de Lecea L; Kilduff TS; Peyron C;  . (1998). „The hypocretins: hypothalamus-specific peptides with neuroexcitatory activity.”. Proc. Natl. Acad. Sci. U.S.A. 95 (1): 322—7. PMC 18213 . PMID 9419374. doi:10.1073/pnas.95.1.322.
- Sakurai T; Amemiya A; Ishii M;  . (1998). „Orexins and orexin receptors: a family of hypothalamic neuropeptides and G protein-coupled receptors that regulate feeding behavior.” (PDF). Cell. 92 (4): 573—85. PMID 9491897. doi:10.1016/S0092-8674(00)80949-6. Архивирано из оригинала (PDF) 11. 07. 2011. г. Приступљено 22. 04. 2011.
- Sakurai T; Amemiya A; Ishii M;  . (1998). „Orexins and orexin receptors: a family of hypothalamic neuropeptides and G protein-coupled receptors that regulate feeding behavior.”. Cell. 92 (5): 697. PMID 9527442. doi:10.1016/S0092-8674(02)09256-5.
- Peyron C; Faraco J; Rogers W;  . (2000). „A mutation in a case of early onset narcolepsy and a generalized absence of hypocretin peptides in human narcoleptic brains.”. Nat. Med. 6 (9): 991—7. PMID 10973318. doi:10.1038/79690.
- Blanco M; López M; GarcIa-Caballero T;  . (2001). „Cellular localization of orexin receptors in human pituitary.”. J. Clin. Endocrinol. Metab. 86 (7): 3444—7. PMID 11443222. doi:10.1210/jc.86.7.3444.
- Olafsdóttir BR; Rye DB; Scammell TE;  . (2002). „Polymorphisms in hypocretin/orexin pathway genes and narcolepsy.”. Neurology. 57 (10): 1896—9. PMID 11723285.
- Wieland HA; Söll RM; Doods HN;  . (2002). „The SK-N-MC cell line expresses an orexin binding site different from recombinant orexin 1-type receptor.”. Eur. J. Biochem. 269 (4): 1128—35. PMID 11856342. doi:10.1046/j.0014-2956.2001.02739.x.
- Strausberg RL; Feingold EA; Grouse LH;  . (2003). „Generation and initial analysis of more than 15,000 full-length human and mouse cDNA sequences.”. Proc. Natl. Acad. Sci. U.S.A. 99 (26): 16899—903. PMC 139241 . PMID 12477932. doi:10.1073/pnas.242603899.
- Hilairet S; Bouaboula M; Carrière D;  . (2003). „Hypersensitization of the Orexin 1 receptor by the CB1 receptor: evidence for cross-talk blocked by the specific CB1 antagonist, SR141716.”. J. Biol. Chem. 278 (26): 23731—7. PMID 12690115. doi:10.1074/jbc.M212369200.
- Karteris E, Chen J, Randeva HS (2004). „Expression of human prepro-orexin and signaling characteristics of orexin receptors in the male reproductive system.”. J. Clin. Endocrinol. Metab. 89 (4): 1957—62. PMID 15070969. doi:10.1210/jc.2003-031778.
- Holmqvist T; Johansson L; Ostman M;  . (2005). „OX1 orexin receptors couple to adenylyl cyclase regulation via multiple mechanisms.”. J. Biol. Chem. 280 (8): 6570—9. PMID 15611118. doi:10.1074/jbc.M407397200.
- Spinazzi R; Rucinski M; Neri G;  . (2005). „Preproorexin and orexin receptors are expressed in cortisol-secreting adrenocortical adenomas, and orexins stimulate in vitro cortisol secretion and growth of tumor cells.”. J. Clin. Endocrinol. Metab. 90 (6): 3544—9. PMID 15797953. doi:10.1210/jc.2004-2385.
- Meerabux J; Iwayama Y; Sakurai T;  . (2005). „Association of an orexin 1 receptor 408Val variant with polydipsia-hyponatremia in schizophrenic subjects.”. Biol. Psychiatry. 58 (5): 401—7. PMID 15978554. doi:10.1016/j.biopsych.2005.04.015.
- Ziolkowska A; Spinazzi R; Albertin G;  . (2006). „Orexins stimulate glucocorticoid secretion from cultured rat and human adrenocortical cells, exclusively acting via the OX1 receptor.”. J. Steroid Biochem. Mol. Biol. 96 (5): 423—9. PMID 16157481. doi:10.1016/j.jsbmb.2005.05.003.

## Spoljašnje veze
- „Orexin Receptors: OX1”. IUPHAR Database of Receptors and Ion Channels. International Union of Basic and Clinical Pharmacology. Архивирано из оригинала 06. 02. 2016. г.